# Slash (film, 2002)
Pour les articles homonymes, voir Slash.
Slash ou Les Moissons sanglantes au Québec est un film d'horreur sud-africain de Neal Sundström sorti en 2002.

## Synopsis
Joseph MacDonald  dit « Mac » est le chanteur du groupe de rock Slash. En pleine tournée, ils sont obligés de faire un détour par la ferme familiale de Joseph pour l'enterrement de sa tante. Des événements étranges se produisent alors…

## Fiche technique
- Titre original : Slash
- Titre français : Slash (France), Les Moissons sanglantes (Québéc)
- Réalisation : Neal Sundström
- Scénario : Stephen Ronald Francis, Gus Silber
- Musique : Neill Solomon
- Direction artistique : Robert van de Coolwijk (supervision), Emilia Roux
- Décors : Victor Botha
- Costumes : Darion Hing
- Photographie : Mark Lennard
- Montage : Andrew Traill
- Production : Amy J. Moore, Paul Raleigh
- Sociétés de production :  New Africa Media Films, Rapidphase, Wild Coast Film Pty.
- Société de distribution :  First Look International
- Pays de production :  Afrique du Sud
- Langue originale : anglais
- Format : couleur — 1,85:1 — DTS Dolby Digital
- Genre : Horreur
- Durée : 93 minutes (1h33)
- Dates de sortie : 
  - Pays-Bas : 3 décembre 2002 (directement en vidéo)
  - Turquie : 14 mars 2003 (sortie cinéma)
  - France : ?

## Distribution
- James O'Shea : Joseph MacDonald dit « Mac »
- Adam Woolf : Joseph jeune
- Danny Keogh : Jethro
- Milan Murray : Karen
- Guy Raphaely : Ray
- Anton Vorster : le tueur
- Brett Goldin : Carl
- David Dukas : Rod
- Nina Wassung : Candy
- Zuleikha Robinson : Suzie
- Craig Kirkwood : Keith
- Neels Clasen : Ian
- Nick Boraine (en) : Billy Bob
- Jocelyn Broderick : Jesse
- Steve Railsback : Jeremiah
- Melanie Merle : Ornell